# MacBook (marchio)
MacBook è il marchio dei computer portatili prodotti da Apple, che nel 2005 ha sostituito le linee degli iBook e dei PowerBook durante il passaggio ai processori Intel.
Oggi si compone di due prodotti, Air e Pro.

## Linea attuale
| MacBook Air                                                             | MacBook Pro                                                                               |
| ----------------------------------------------------------------------- | ----------------------------------------------------------------------------------------- |
| Portatile con processore Intel Core i3, i5 o i7 e schermo da 13 pollici | Portatile con processore Intel Core i5 o i7 e schermo da 13" o 16", entrambi con TouchBar |

## Storia
Il primo prodotto MacBook ad essere presentato è il MacBook Pro. Presentato il 10 gennaio 2006, il quale sostituisce il PowerBook ed è indirizzato ad un'utenza professionale.
Circa due mesi dopo, il 16 marzo 2006, la Apple presenta il MacBook, sostituto dell'iBook, che invece è indirizzato al grande pubblico, quindi a un'utenza consumer.
Nel 2008 viene presentato il MacBook Air, ultraportatile dallo spessore ridotto.
Il 20 luglio 2011 viene dismesso il MacBook.
Nel 2015 viene presentato il nuovo MacBook, super-sottile e con nuove colorazioni. Tale modello non risulta più in commercio dal 9 luglio 2019.